# Peperomia diversifolia
Peperomia diversifolia är en pepparväxtart som beskrevs av Carl Sigismund Kunth. Peperomia diversifolia ingår i släktet peperomior, och familjen pepparväxter. Inga underarter finns listade i Catalogue of Life.